# Mas Bertrans
El Mas Bertrans és un edifici de Sant Boi de Lluçanès (Osona) inclòs a l'Inventari del Patrimoni Arquitectònic de Catalunya.

## Descripció
Es tracta d'una casa de planta rectangular molt modificada. És coberta amb una teulada a dues vessants. A la façana principal hi han dues galeries i una lliça mal conservada, a la part posterior hi ha unes finestres de pedra treballada i un pou. En un façana lateral, ara l'actual entrada, hi trobem dues galeries de mig punt. A pocs metres d'aquesta hi ha l'antiga masoveria enderrocada de la qual es conserven algunes arcades.

## Història
Per la seva estructura sembla una masoveria del segle xviii.